# Afrocarpus
Afrocarpus, biljni rod iz porodice tisuljevki, po nekima klasificirana vlastitom redu Podocarpales, a po drugima dio je reda borolike (Pinales).
Rodu pripada pet vrsta vazdazelenog drveća raširenog po nekim krajevima Afrike: Burundi, Etiopija, otoci Gvinejskog zaljeva, Kenija, Malavi, Mozambik, Ruanda, Sudan, Esvatini, Tanzanija, Uganda, DR Kongo.

## Vrste
1. Afrocarpus dawei (Stapf) C.N.Page
2. Afrocarpus falcatus (Thunb.) C.N.Page
3. Afrocarpus gracilior (Pilg.) C.N.Page
4. Afrocarpus mannii (Hook.f.) C.N.Page
5. Afrocarpus usambarensis (Pilg.) C.N.Page